# Góry Daurskie
Góry Daurskie (ros.: Даурский хребет, Daurskij chriebiet) – góry w azjatyckiej części Rosji, na Zabajkalu. Składają się z kilku masywów górskich rozciągających się w kierunku północno-wschodnim i ciągną się w sumie na długości ok. 300 km, od górnego biegu rzeki Dżyły (dopływ Ingody do źródeł rzeki Uldurgi (zlewnia Szyłki). Wznoszą się średnio na wysokość 1200–1300 m n.p.m. Najwyższy szczyt sięga 1526 m n.p.m. Góry zbudowane są z granitów i łupków krystalicznych. Występują lasy sosnowe i modrzewiowe.